# WCW United States Tag Team Championship
Il WCW United States Tag Team Championship, nato come NWA United States Tag Team Championship (Mid-Atlantic version) è stato un titolo della divisione tag team difeso nella federazione World Championship Wrestling (WCW), inizialmente territorio della National Wrestling Alliance (NWA).
Il titolo fu attivo dal 1986, quando il territorio era ancora noto come Jim Crockett Promotions, fino al 1992, quando fu ritirato.

## Storia
I territori della National Wrestling Alliance erano tenuti a riconoscere un solo campione mondiale dei pesi massimi, ma la NWA consentiva ad ognuno di essi di stabilire i propri titoli. In seguito alla nascita delle numerose versioni del NWA World Tag Team Championship, alcune federazioni iniziarono ad introdurre dei titoli secondari per la categoria tag team, promuovendoli spesso come American Tag Team Championship o come National Tag Team Championship.
Nel 1986 Jim Crockett Jr., proprietario della Jim Crockett Promotions (JCP) introdusse la sua versione del NWA United States Tag Team Championship per rimpiazzare i vecchi NWA Mid-Atlantic Tag Team Championship e NWA National Tag Team Championship e annunciando un torneo, vinto da Krusher Kruschev e Ivan Koloff, per decretare i campioni inaugurali.
Nel 1988 Crockett vendette la federazione a Ted Turner, che la rinominò World Championship Wrestling (WCW). Il titolo continuò a chiamarsi NWA United States Tag Team Championship fino al gennaio 1991, quando la WCW iniziò ad abbandonare il nome NWA. Le cinture tuttavia mantennero lo stesso design, con tanto di iniziali NWA, e la stessa WCW non lasciò la NWA fino al settembre 1993.
Il 31 luglio 1992 il titolo fu disattivato, al fine di convogliare l'attenzione sul WCW World Tag Team Championship.

## Albo d'oro
| Legenda  |                                                                               |
| -------- | ----------------------------------------------------------------------------- |
| #        | Indica il numero del regno titolato                                           |
| Regno    | Viene indicato il numero del regno del campione                               |
| Data     | La data in cui il titolo è stato vinto                                        |
| Località | Indica il luogo in cui il titolo è stato vinto                                |
| Note     | Indica notizie particolari riguardanti i cambi di titolo o altre informazioni |

| #                                                               | Campione                         | Regno | Data              | Giorni | Località                      | Evento                                       | Note | Fonti |
| --------------------------------------------------------------- | -------------------------------- | ----- | ----------------- | ------ | ----------------------------- | -------------------------------------------- | --- | ----- |
| National Wrestling Alliance (NWA)/Jim Crockett Promotions (JCP) |                                  |       |                   |        |                               |                                              | |       |
| 1                                                               | Ivan Koloff e Krusher Khruschev  | 1     | 28 settembre 1986 | 72     | Atlanta, Georgia              | House show                                   | In un torneo per assegnare il titolo inaugurale, sconfiggendo in finale Bobby Jaggers e Dutch Mantel. |       |
| 2                                                               | Barry Windham e Ron Garvin       | 1     | 9 dicembre 1986   | 95     | Spartanburg, Carolina del Sud | NWA Pro Wrestling                            | In un incontro andato in onda il 13 dicembre 1986. |       |
| 3                                                               | Dick Murdoch e Ivan Koloff (2)   | 1     | 14 marzo 1987     | 21     | Atlanta, Georgia              | World Championship Wrestling                 | |       |
| —                                                               | Vacante                          | —     | 4 aprile 1987     | —      | —                             | —                                            | Murdoch fu sospeso dalla NWA e il titolo fu dichiarato vacante. |       |
| 4                                                               | Bobby Eaton e Stan Lane          | 1     | 16 maggio 1987    | 346    | Atlanta, Georgia              | World Championship Wrestling                 | In un torneo per riassegnare il titolo vacante, sconfiggendo in finale Barry Windham e Ron Garvin. |       |
| World Championship Wrestling (WCW)                              |                                  |       |                   |        |                               |                                              | |       |
| 5                                                               | Bobby Fulton e Tommy Rogers      | 1     | 26 aprile 1988    | 75     | Chattanooga, Tennessee        | World Wide Wrestling                         | In un incontro andato in onda il 14 maggio 1988. |       |
| 6                                                               | Bobby Eaton e Stan Lane          | 2     | 10 luglio 1988    | 62     | Baltimora, Maryland           | The Great American Bash 1988                 | |       |
| —                                                               | Vacante                          | —     | 10 settembre 1988 | —      | —                             | —                                            | Il titolo venne reso vacante dalla NWA quando Eaton e Lane vinsero il NWA World Tag Team Championship. |       |
| 7                                                               | Bobby Fulton e Tommy Rogers      | 2     | 7 dicembre 1988   | 19     | Chattanooga, Tennessee        | Clash of the Champions IV: Season's Beatings | In un torneo per riassegnare il titolo vacante, sconfiggendo in finale Eddie Gilbert e Ron Simmons. |       |
| 8                                                               | Kevin Sullivan e Steve Williams  | 1     | 26 dicembre 1988  | 64     | Norfolk, Virginia             | Starrcade 1988                               | |       |
| 9                                                               | Eddie Gilbert e Rick Steiner     | 1     | 28 febbraio 1989  | --     | Columbia, Carolina del Sud    | World Wide Wrestling                         | In un incontro andato in onda il 18 marzo 1989. | [ 2 ] |
| —                                                               | Disattivato                      | —     | maggio 1989       | —      | —                             | —                                            | La NWA smise di promuovere il titolo in seguito alla divisione di Gilbert e Steiner. |       |
| 10                                                              | Brian Pillman e The Z-Man        | 1     | 12 febbraio 1990  | 96     | Rainsville, Alabama           | World Wide Wrestling                         | In un torneo per assegnare il titolo riattivato, sconfiggendo in finale Jimmy Garvin e Michael Hayes in una puntata andata in onda il 24 febbraio 1990. | [ 3 ] |
| 11                                                              | Bobby Eaton e Stan Lane          | 3     | 19 maggio 1990    | 97     | Washington                    | Capital Combat                               | |       |
| 12                                                              | Rick Steiner (2) e Scott Steiner | 1     | 24 agosto 1990    | 225    | East Rutherford, New Jersey   | House show                                   | Durante questo regno il titolo cambiò nome in WCW United States Tag Team Championship. |       |
| —                                                               | Vacante                          | —     | 6 aprile 1991     | —      | —                             | —                                            | La WCW rese vacante il titolo dopo che gli Steiner avevano vinto il WCW World Tag Team Championship. |       |
| 13                                                              | Jimmy Garvin e Michael Hayes     | 1     | 19 maggio 1991    | 85     | Saint Petersburg, Florida     | SuperBrawl I                                 | In un torneo per riassegnare il titolo vacante, sconfiggendo in finale Steve Armstrong e Tracy Smothers. |       |
| 14                                                              | Firebreaker Chip e Todd Champion | 1     | 12 agosto 1991    | 85     | Gainesville, Georgia          | World Championship Wrestling                 | In un incontro andato in onda il 7 settembre 1991. |       |
| 15                                                              | Steve Armstrong e Tracy Smothers | 1     | 5 novembre 1991   | 70     | Gainesville, Georgia          | WCW Main Event                               | In un incontro andato in onda il 15 dicembre 1991. |       |
| 16                                                              | Big Josh e Ron Simmons           | 1     | 14 gennaio 1992   | 34     | Columbus, Georgia             | WCW Main Event                               | In un incontro andato in onda il 16 febbraio 1992. |       |
| 17                                                              | Greg Valentine e Terry Taylor    | 1     | 17 febbraio 1992  | 90     | Rock Hill, Carolina del Sud   | World Championship Wrestling                 | In un incontro andato in onda il 29 febbraio 1992. |       |
| 18                                                              | Jimmy Garvin e Michael Hayes     | 2     | 17 maggio 1992    | 34     | Jacksonville, Florida         | WrestleWar 1992                              | |       |
| 19                                                              | Dick Slater e The Barbarian      | 1     | 25 giugno 1992    | 36     | Kansas City, Missouri         | WCW Main Event                               | In un incontro andato in onda il 12 luglio 1992. |       |
| —                                                               | Disattivato                      | —     | 31 luglio 1992    | —      | —                             | —                                            | Nella puntata di WCW Saturday Night del 4 luglio 1992 il vicepresidente Bill Watts ha annunciato che la federazione avrebbe accorpato i titoli di coppia nel WCW World Tag Team Championship e che chi fosse stato il detentore del WCW United States Tag Team Championship a fine mese sarebbe stato il detentore finale. Il titolo fu disattivato durante il regno di Slater e The Barbarian. |       |